# GM Gamma
Gamma — платформа для переднеприводных автомобилей малого класса (субкомпактов). Разработана компанией Opel, подразделением концерна General Motors, дебютировала в 1999 году на Opel Corsa C. В 2002 году в рамках партнерства GM/Fiat была разработана новая платформа GM/Fiat Small (SCCS).

## Gamma I
Первая версия платформы встала на конвейер осенью 2000 года как третье поколение Opel Corsa и фактически представляла собой дальнейшее развитие платформы GM4200, использовавшейся в предыдущих поколениях Corsa. В связи с этим она иногда именуется как GM4300. Колёсная база была увеличена, соответственно, с 2465 мм до 2491 мм.
Автомобили, построенные на этой платформе:
- Opel Corsa C (2000—2006)
- Opel Combo C (2001—2010)
- Opel Meriva A (2002—2010)
- Chevrolet Montana I (2003—2011)
- Opel Tigra TwinTop B (2004—2009)

## Gamma II
В отличие от первого поколения платформы, разработанного Opel, второе поколение создавало подразделение GM Korea (формально GM Daewoo). Соответственно, на него возложена ответственность за дальнейшее развитие и движение к глобальной архитектуре для малых автомобилей Global Small Vehicle (GSV), которая будет использоваться во всех компактах производства General Motors.
Автомобили будут собираться на заводах в США, Индонезии, Эквадоре, Бразилии, Германии, Колумбии, Испании, Индии, Южной Корее, Мексике, Таиланде, Венесуэле, Узбекистане, Вьетнаме, Китае и России.
Автомобили, построенные на этой платформе:
- Chevrolet Spark / Holden Barina Spark (2010 — н.в.)
- Chevrolet Sail (2010—2014)
- Chevrolet Aveo II / Chevrolet Sonic / Holden Barina (2011 — н.в.)
- Chevrolet Cobalt (2011 — н.в.)
- Opel Mokka / Vauxhall Mokka / Buick Encore (2012 — н.в.)
- Chevrolet Spin (2012 — н.в.)
- Chevrolet Onix (2012 — н.в.)
- Chevrolet Prisma Mk II (2013 — н.в.)
- Chevrolet Trax (2013 — н.в.)

Концепт-кары:
- Chevrolet Aveo RS (2010)
- Cadillac Urban Luxury Concept (2010)

### G2XX
G2XX — новая глобальная архитектура General Motors, предназначенная для автомобилей компакт-класса и спроектированная для замены предшествующей Gamma II. Среди её особенностей — высокая модульность, отсутствие полноприводных вариантов исполнения и, вероятно, улучшенная поддержка создания электромобилей на её базе.
Автомобили, построенные на этой платформе:
- Opel Karl / Vauxhall Viva (2014 — н.в.)
- Chevrolet Spark (2015 — н.в.)

Планируется, что платформа G2XX будет использоваться в следующем поколении Chevrolet Aveo, Sonic и Bolt EV.